# Косю
Косю (яп. 甲州市 Ко:сю:-си) — город в Японии, находящийся в префектуре Яманаси. Площадь города составляет 264,01 км², население — 32 221 человек (1 августа 2014), плотность населения — 122,04 чел./км².

## Географическое положение
Город расположен на острове Хонсю в префектуре Яманаси региона Тюбу. С ним граничат города Оцуки, Яманаси, Фуэфуки, Титибу и сёла Косуге, Табаяма.

## Население
Население города составляет 32 221 человек (1 августа 2014), а плотность — 122,04 чел./км². Изменение численности населения с 1980 по 2005 годы:
| 1980 | 37 269 чел. |  |
| 1985 | 37 338 чел. |  |
| 1990 | 37 038 чел. |  |
| 1995 | 38 046 чел. |  |
| 2000 | 36 925 чел. |  |
| 2005 | 35 922 чел. |  |

## Символика
Деревом города считается вишня, цветком — цветок сакуры, птицей — настоящая короткокрылая камышовка.

## Города-побратимы
- Бон, Франция (1976)
- Фуццу, Япония (1977)
- Эймс, США (1993)
- Турфан, Китай (2000)